# Joncairetas
Joncairetas (en francès Jonquerettes) és un municipi francès situat al departament de Valclusa i a la regió de Provença – Alps – Costa Blava.

## Demografia
| 1962                                       | 1968 | 1975 | 1982 | 1990  | 1999  | 2006  |
| ------------------------------------------ | ---- | ---- | ---- | ----- | ----- | ----- |
| 213                                        | 253  | 477  | 812  | 1.088 | 1.236 | 1.239 |
| Des de 1962: població sense dobles comptes |      |      |      |       |       |       |

## Administració
| Període | Identitat  | Partit |
| ------- | ---------- | ------ |
| 2001-   | Jacky Buis |        |